# Carles-Alfred Gasòliba
Carles-Alfred Gasòliba i Böhm (ur. 22 listopada 1945 w Barcelonie) – hiszpański i kataloński ekonomista oraz polityk, od 1986 do 2004 poseł do Parlamentu Europejskiego II, III, IV i V kadencji.

## Życiorys
Uzyskał doktorat z dziedziny nauk ekonomicznych na Uniwersytecie w Barcelonie oraz magisterium w zakresie ekonomii przemysłowej na Uniwersytecie Sussex.
Od 1980 do 1987 reprezentował Katalonię w Kongresie Deputowanych, niższej izbie Kortezów Generalnych. W 1982 uzyskał mandat radnego prowincji Barcelona (reelekcja w 1986). Po wejściu Hiszpanii do EWG został delegowany do Parlamentu Europejskiego (w 1987 wybrany w wyborach powszechnych), gdzie przyłączył się do Grupy Liberałów, Demokratów i Reformatorów (od stycznia 1986 do lipca 1989 był jej wiceprzewodniczącym). Zasiadał w Komisji ds. Gospodarczych i Walutowych oraz Polityki Przemysłowej (przez całą swoją kadencję) oraz Komisji ds. Transportu i Turystyki (1988–1989). Był członkiem delegacji ds. stosunków z USA (1986–1987) i Japonią (1987–1989). W 1989 uzyskał reelekcję do Europarlamentu. Pracował w Komisji ds. Energii, Badań Naukowych i Technologii oraz Komisji ds. Petycji (do 1992), a później w Komisji ds. Gospodarczych i Walutowych oraz Polityki Przemysłowej. Kontynuował pracę jako członek delegacji ds. stosunków z Japonią. W 1994 po raz trzeci z rzędu wybrany do PE, zasiadał przez całą kadencję w Komisji ds. Gospodarczych i Walutowych oraz Polityki Przemysłowej. Był członkiem delegacji ds. stosunków z Japonią (do 1997) oraz z państwami Ameryki Środkowej i Meksykiem (1997–1999). W 1999 ponownie uzyskał mandat, pracował w Komisji ds. Gospodarczych i Walutowych oraz w delegacjach ds. stosunków z Ameryką Środkową i Meksykiem (do 2002) oraz Ameryką Południową i MERCOSUR-em (2002–2004).
Z PE V kadencji ustąpił na kilka miesięcy przed jej końcem w związku z wyborem do Senatu Hiszpanii z ramienia Katalonii, w którym zasiadał w latach 2004–2008.
Członek wydziału filozofii i nauk społecznych w instytucie Institut d’Estudis Catalans. Został sekretarzem generalnym Patronat Català Pro Europa. Stanął na czele rady akademickiej instytut Institut Carlemany d’Estudis Europeus w ramach Universitat Internacional de Catalunya.

## Wybrane publikacje
- El Parlament Europeu (1986)
- L’Acta Única Europea (1989)
- Unió Europea (1991)
- Fer Europa (1994)
- 1986–1996 Deu anys d’integració europea (1996)
- Elements de l’economia de la Unió Europea (1999)